# Hipótese do mercado eficiente

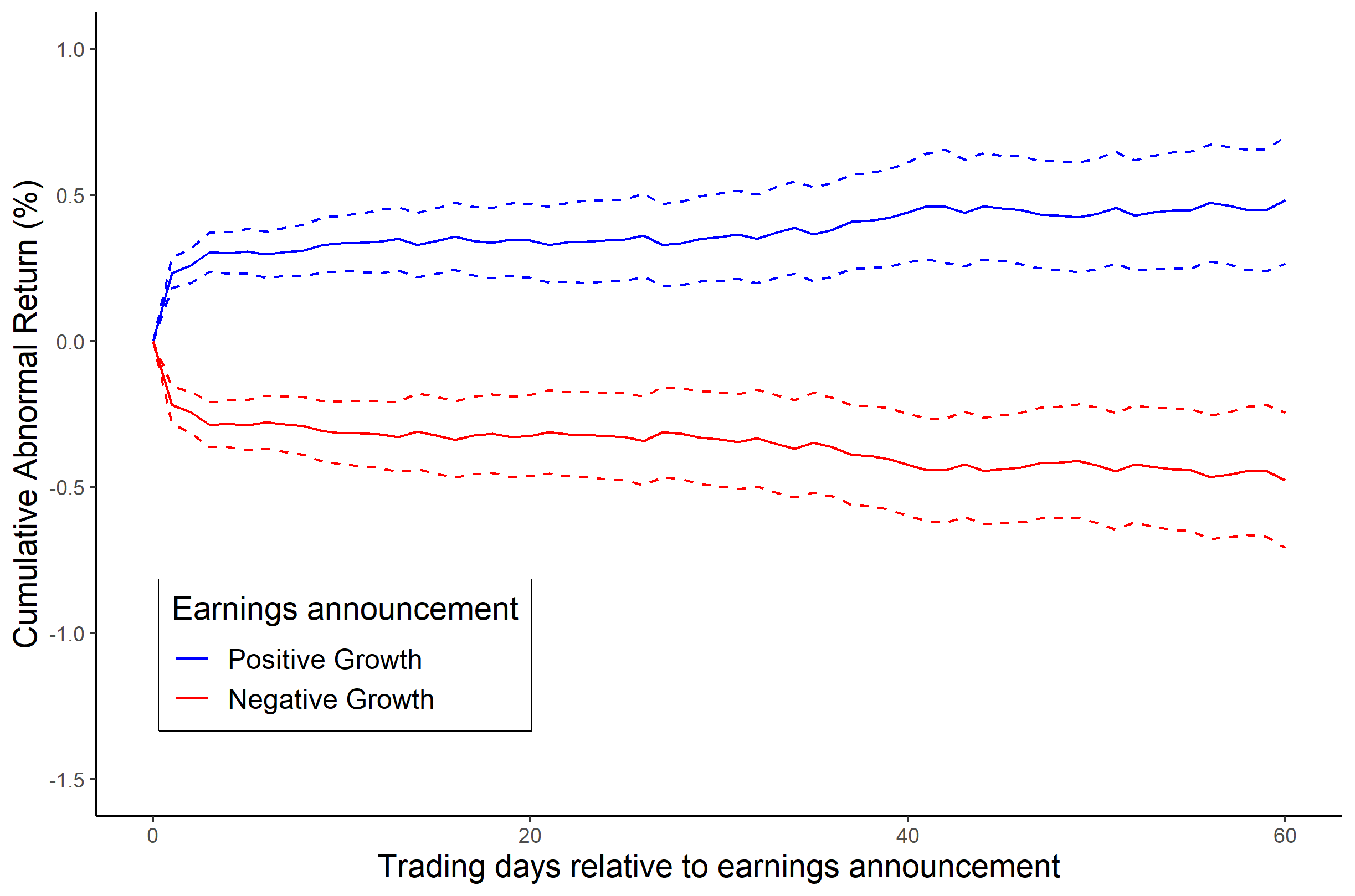
Plota os retornos temporais na aquisição de ações com base em divulgações de ganhos, ajustados para o retorno médio, utilizando dados de 2010 a 2020, em conformidade com a Figura 5 de Martineau (2012, Critical Finance Review)

Em Finanças, a hipótese do mercado eficiente afirma que mercados financeiros são "eficientes em relação à informação". Ou seja, um agente não consegue alcançar consistentemente retornos superiores à média do mercado (com um determinado nível de risco), considerando as informações publicamente disponíveis no momento em que o investimento é feito.
Existem três versões principais da hipótese: "fraca", "semiforte" e "forte".
- A hipótese "fraca" considera que os preços negociados para os bens (por exemplo, ações, obrigações ou propriedade) refletem toda a informação histórica disponível publicamente.
- A hipótese "semi forte" afirma que os preços refletem todas as informações publicamente disponíveis, e também que os preços mudam instantaneamente para refletir as novas informações públicas.
- A hipótese "forte" afirma que os preços refletem instantaneamente até mesmo informações ocultas ou "privilegiadas". Há evidências a favor e contra as hipóteses "fraca" e "semi forte", ao passo que há evidências fortes contra a hipótese "forte".

A validade da hipótese tem sido questionada por críticos que culpam a crença nos mercados racionais por muito da crise econômica de 2008-2009. Defensores da hipótese alertam que a hipótese não consegue garantir a estabilidade de um mercado; se a informação publicamente disponível for instável, o mercado pode também ficar instável.